# Ferrari 599 GTO
Ferrari 599 GTO — 2-местное спортивное купе от итальянской фирмы Ferrari класса Gran Turismo, созданное на базе Ferrari 599 GTB Fiorano. Автомобиль представлен на Пекинском автосалоне в 2010 году.

## Общая информация

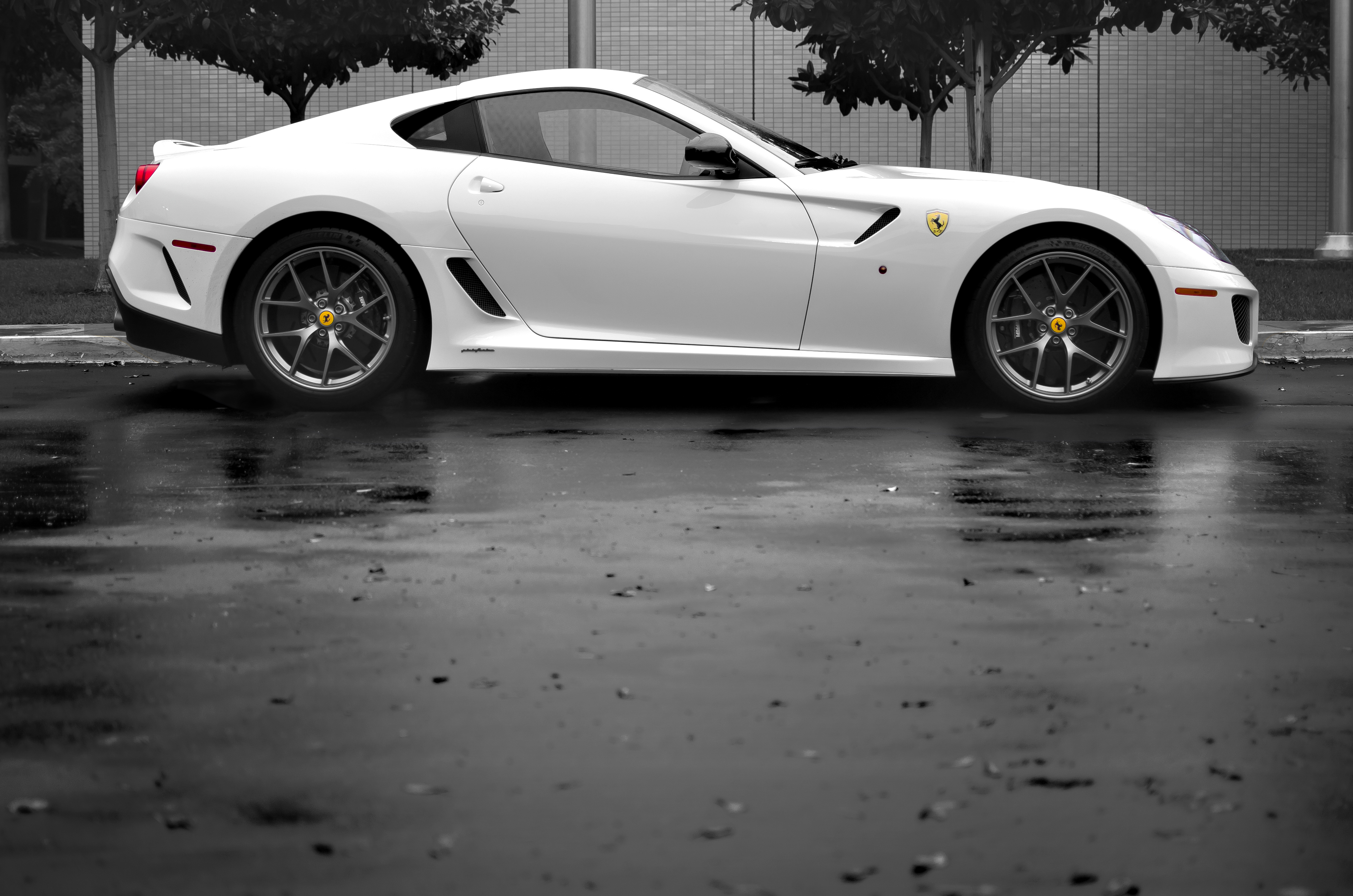

Внешне автомобиль отличается от Ferrari 599 GTB Fiorano новым передним бампером со сплиттером, задним диффузором с тремя «плавниками», небольшим спойлером на крышке багажника, а также дополнительными отверстиями на капоте, воздухозаборниками на передних и задних крыльях. Прижимная сила, действующая на автомобиль на скорости 193 км/час составляет 144 кг. Длина увеличилась на 44 мм и составляет 4710 мм, а высота уменьшилась на один сантиметр — до 1326 мм.
С целью уменьшения массы автомобиля использованы более тонкие листы алюминия и стекла, а также некоторые элементы кузова выполнены из углепластика. В результате внесенных изменений в конструкцию масса суперкара снизилась на 83 кг и составила 1605 кг. Распределение веса: 47 % перед, 53 % зад.
Автомобиль оснащён модернизированным двигателем V12 объёмом 6,0 литров с углом развала цилиндров 65 градусов, мощность которого выросла до 680 л. с. при 8250 об/мин. Максимальный крутящий момент составил 620 Н·м при 6500 об/мин. Двигатель оснащён новым коленвалом и впускным коллектором с укороченным трактом, а также изменены настройки программного обеспечения, управляющего двигателем. Между тем двигатель отвечает требованиям стандарта «Евро 5» — выброс CO2 при комбинированном цикле составляет 411 гр/км.

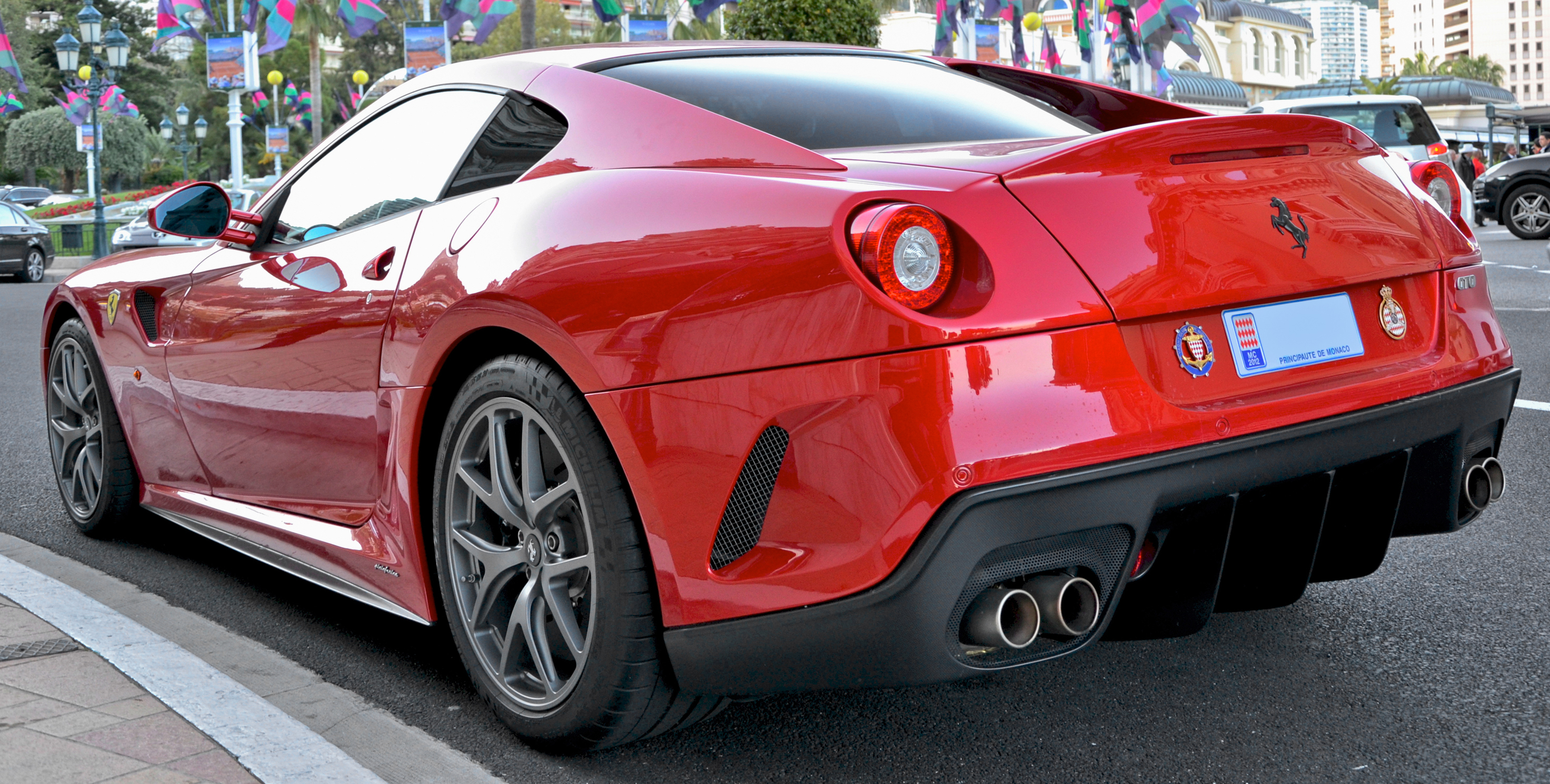

Подвеска автомобиля была также переработана — установлены более жёсткие пружины и задний стабилизатор поперечной устойчивости, а также магнитоуправляемые амортизаторы SCM2 с магнитореологической жидкостью. Последние объединены в комплекс с трекшн-контролем F1-Trac и системой динамической стабилизации VDC. В стандартную комплектацию входят 20-дюймовые колёсные диски со скоростными шинами Michelin 285/30 ZR20" спереди и 315/35 ZR20" сзади.
Суперкар оснащён тормозными механизмами с карбонокерамическими дисками (на передней оси — 398-миллиметровые, на задней — 360-миллиметровые). Кроме того, на тормозные механизмы установлены «обтекатели» с вентиляционными прорезями для эффективного рассеивания горячего воздуха, применённые ради улучшения тормозной динамики и уменьшения аэродинамического сопротивления. Тормозной путь при торможении со скорости 100 км/ч составляет 32,5 метра.
Салон также подвергся модернизации — установлена новая центральная консоль. На переключателе Manettino появился режим CT-Off, дезактивирующий трекшн-контроль, а среди новых электронных помощников числится система Virtual Race Engineer, которая доводит до сведения водителя важные показатели.